# Nikola II. Gorjanski
Nikola II. Gorjanski (?, druga pol. 15. st. – ?, poslije 3. prosinca 1433.), hrvatski velikaš, ugarski palatin i hrvatski ban. Sin palatina Nikole I. i brat Ivana VII. Iz hrvatske je plemenitaške obitelji Gorjanskih.
Prva supruga bila mu je kći srpskog kneza Lazara, a druga Ana Celjska, kći Hermana II.

## Životopis
Bio je pristaša kraljica Elizabete i Marije. Godine 1386. uspio se spasiti iz bitke kod Gorjana te je sljedeće godine vodio niz bitaka protiv pobunjene braće Horvat. Kralj Žigmund ga je 1387. imenovao mačvanskim, 1394. hrvatsko-dalmatinskim, a 1397. slavonskim banom. Sudjelovao je s kraljem Žigmundom u napadu na Bosnu, gdje su opsjeli Dobor koji su držali Ivaniš i Pavao Horvat.
Godine 1394. slomio je pobunjenike u bitci kod Knina i uspostavio kraljevsku vlast u Hrvatskoj i Dalmaciji. Poslije poraza kršćanske vojske kod Nikopolja, Nikola II. se uspio spasiti brodom. Iduće je godine sudjelovao na saboru u Križevcima gdje je ubijen Stjepan Lacković.
Od kralja je dobio upravu nad Cresom i Lošinjem, Medvedgrad, a bio je i splitski i rapski knez. Godine 1401. je zbog zasluga u oslobođenju kralja Žigmunda, imenovan ugarskim palatinom i tu je dužnost obavljao do kraja života.
Godine 1412. sudjelovao je u neuspješnom ratu protiv Mlečana.